# Martinsplatz (Chur)

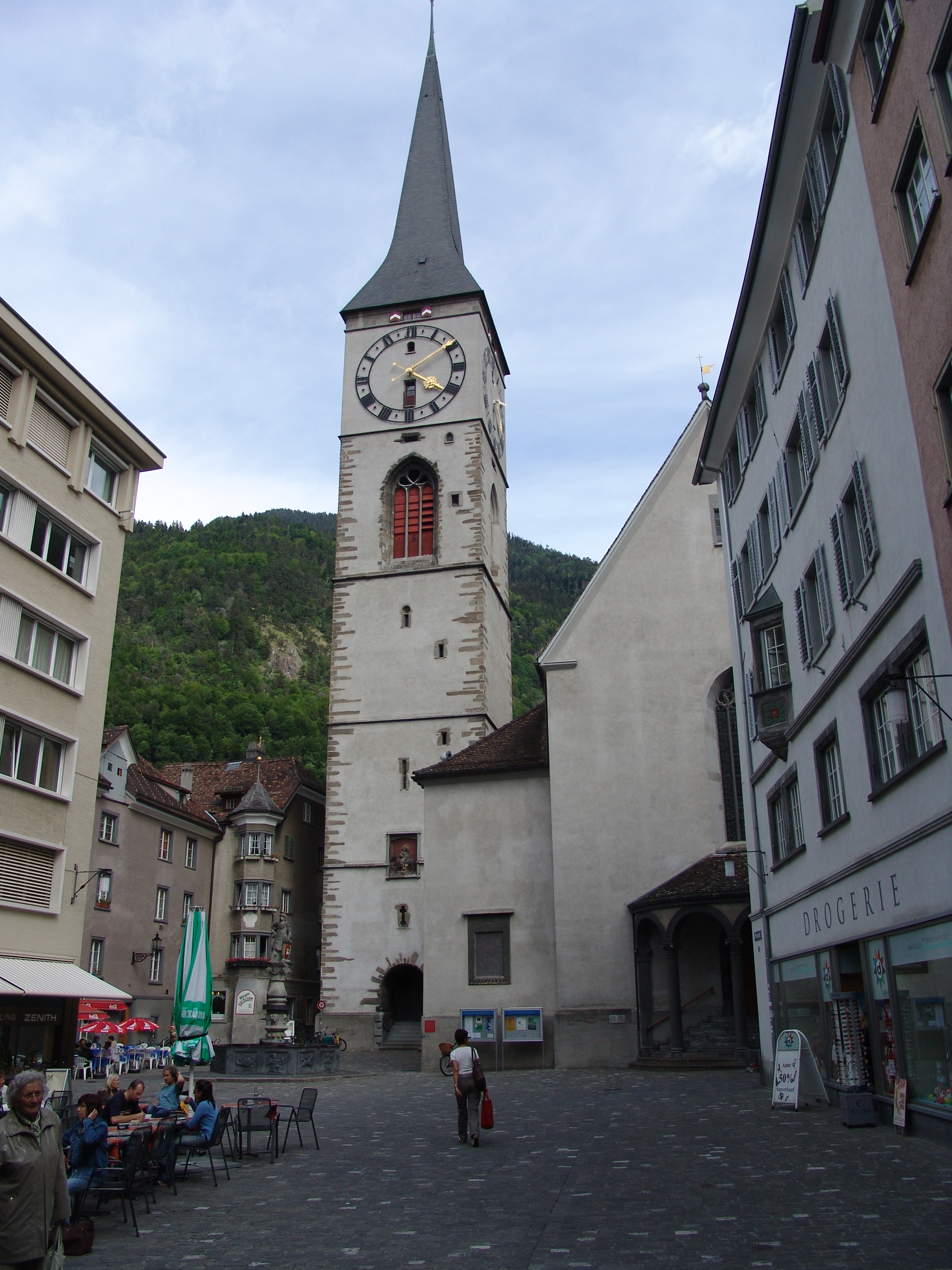
Martinsplatz, Martinskirche und Martinsbrunnen

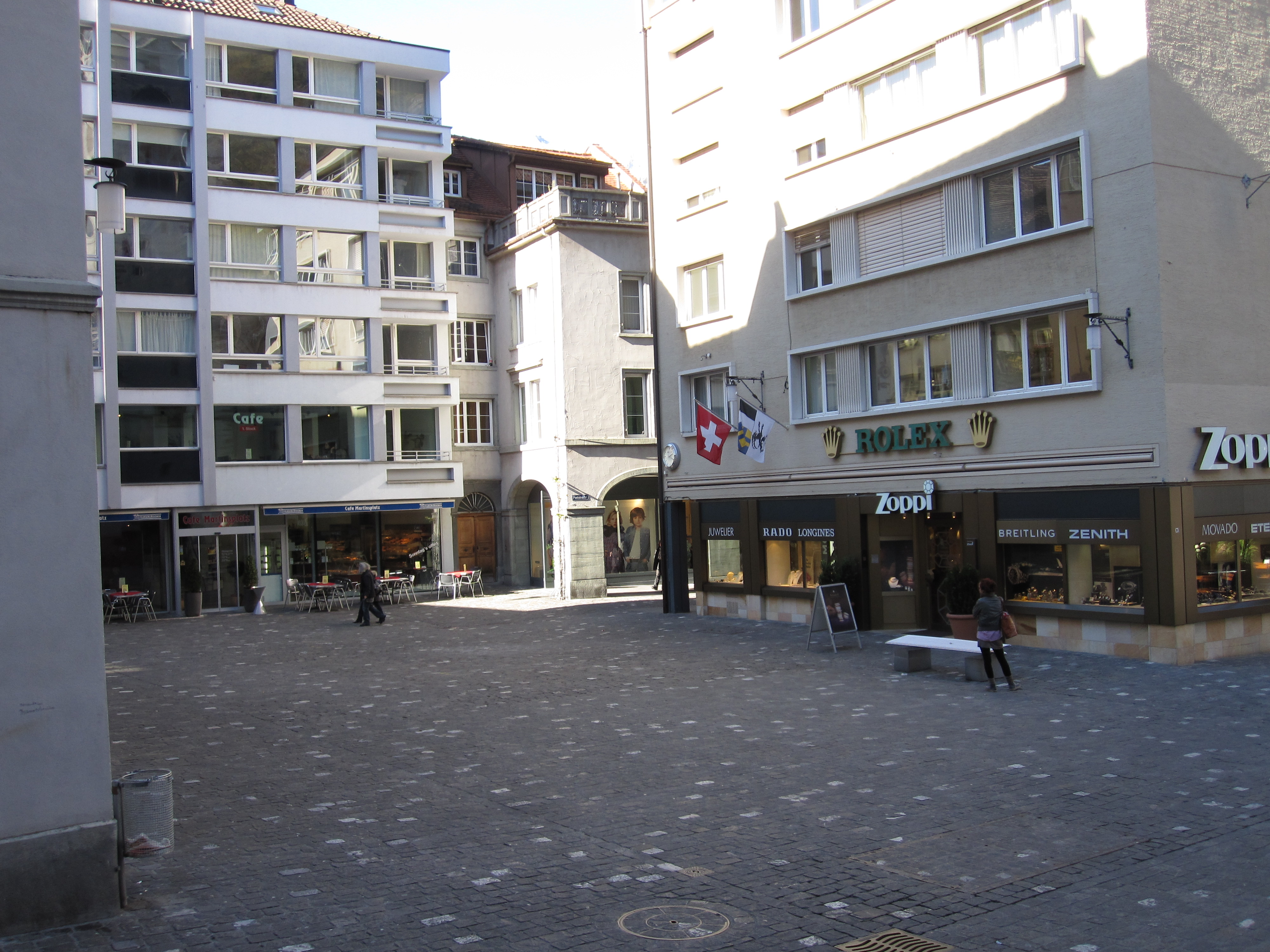
Der Martinsplatz vom Eingang der Martinskirche aus gesehen

Der Martinsplatz in der Bündner Kantonshauptstadt Chur liegt in der dem Langsamverkehr vorbehaltenen Altstadt zwischen Unter- und Obertor. Er gehört zum ältesten erhaltenen Teil Churs, bildete den zentralen Punkt der historischen Transitachse durch die Stadt und diente, bereits frühmittelalterlich bezeugt, als Güterumschlagsplatz.
Dominiert wird er von der Martinskirche als der reformierten Hauptkirche der Stadt, von der er auch seinen Namen erhielt. Dem Kirchturm vorgelagert ist der Martinsbrunnen, der von einer Skulptur des Martin von Tours in soldatischer Kleidung gekrönt wird.
Das Haus am Martinsplatz mit reicher Verzierung der Fassade ist – trotz des Namens – bereits Teil des benachbarten Platzes, des Arcas.